# Agiprando di Spoleto
Agiprando (... – 748 o 750) è stato un nobile longobardo, duca di Spoleto dal 742 al 744.

## Biografia
Trasamondo II era già stato cacciato nel 739, tuttavia con l'aiuto del duca beneventano Godescalco riconquistò il Ducato di Spoleto nel 740. Liutprando perciò assediò nuovamente Spoleto e cacciò Trasamondo, ponendo a capo del ducato suo nipote Agiprando, già duca di Chiusi.
Fu deposto nel 742 da Trasamondo.